# Bartuva

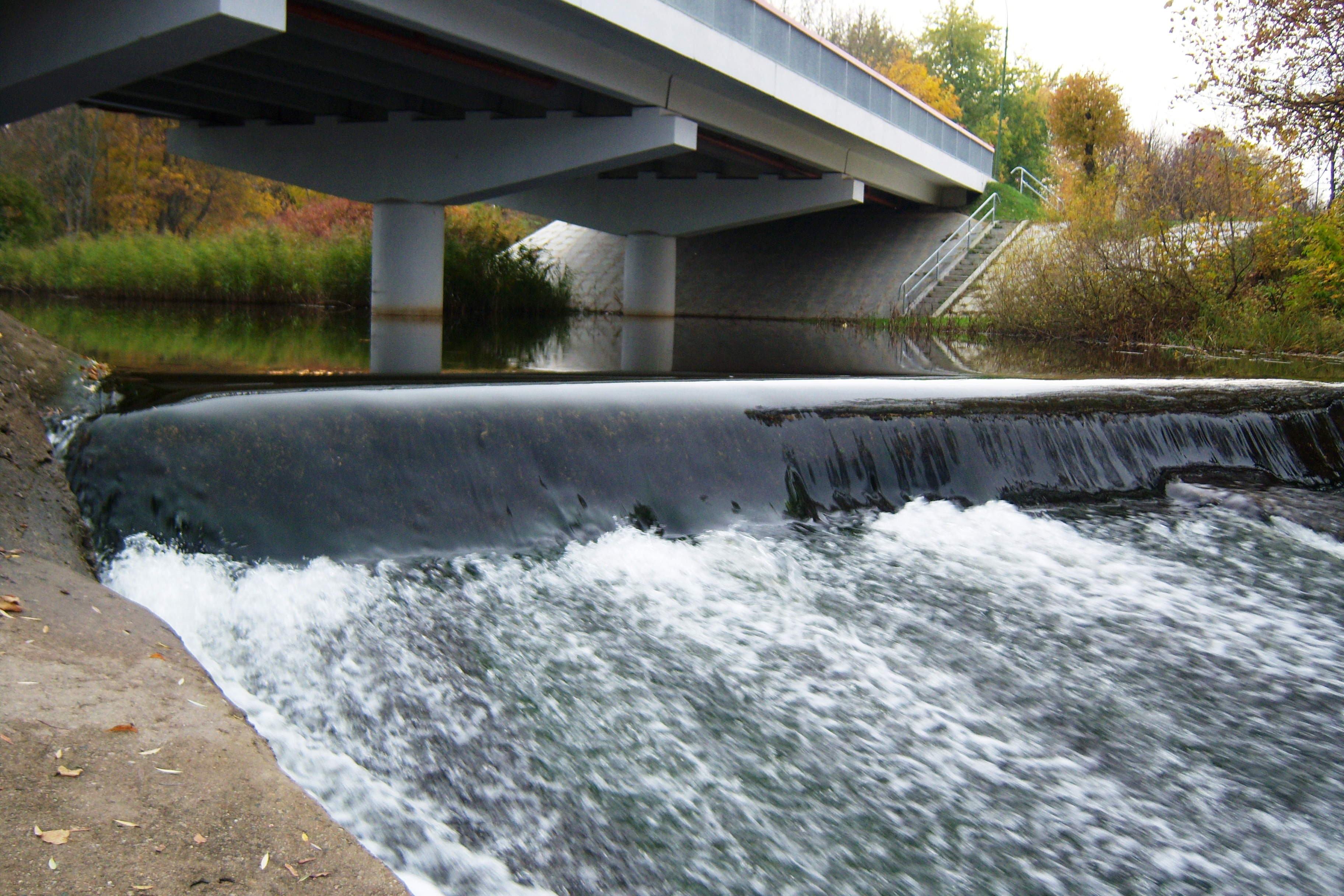
La Bartuva à Skuodas.

La Bartuva (en letton : Bārta) est un fleuve long de 103 km, situé dans l'ouest de la Lituanie (où il coule sur 56 km) et en Lettonie (43 km). 

## Géographie
Ce fleuve prend sa source dans le district de Plungė, 3 km au nord du lac Plateliai. 
La Bartuva coule vers le nord-ouest, arrosant le district de Skuodas et la ville de Skuodas, pour pénétrer ensuite en territoire letton. 
La Bartuva se jette dans le lac Liepāja, qui est relié à la mer Baltique. Dans son cours supérieur la vallée de la Bartuva est étroite et profonde, mais elle devient beaucoup plus large dans son cours inférieur.
Les principaux affluents de la Bartuva sont l'Eiškūnas, l'Erla, la Luoba, l'Apšė et la Vartaga.

## Historique
Durant la Seconde Guerre mondiale la Bartuva fut l'enjeu de durs combat.

## Sources
- (en) Cet article est partiellement ou en totalité issu de l’article de Wikipédia en anglais intitulé « Bartuva » (voir la liste des auteurs).